# Collection d'autoportraits du musée des Offices
La collection d'autoportraits du musée des Offices est le fruit d'une initiative du cardinal Léopold de Médicis, à la mort duquel en 1675 toutes les œuvres d'art qu'il avait collectionnées passèrent en héritage à son neveu Cosme III de Médicis, grand-duc de Toscane de 1670 à 1723, qui l'enrichit avec des nouveaux autoportraits et qui, en 1681, la destina à la Galerie des Offices, bureau de l'administration toscane.

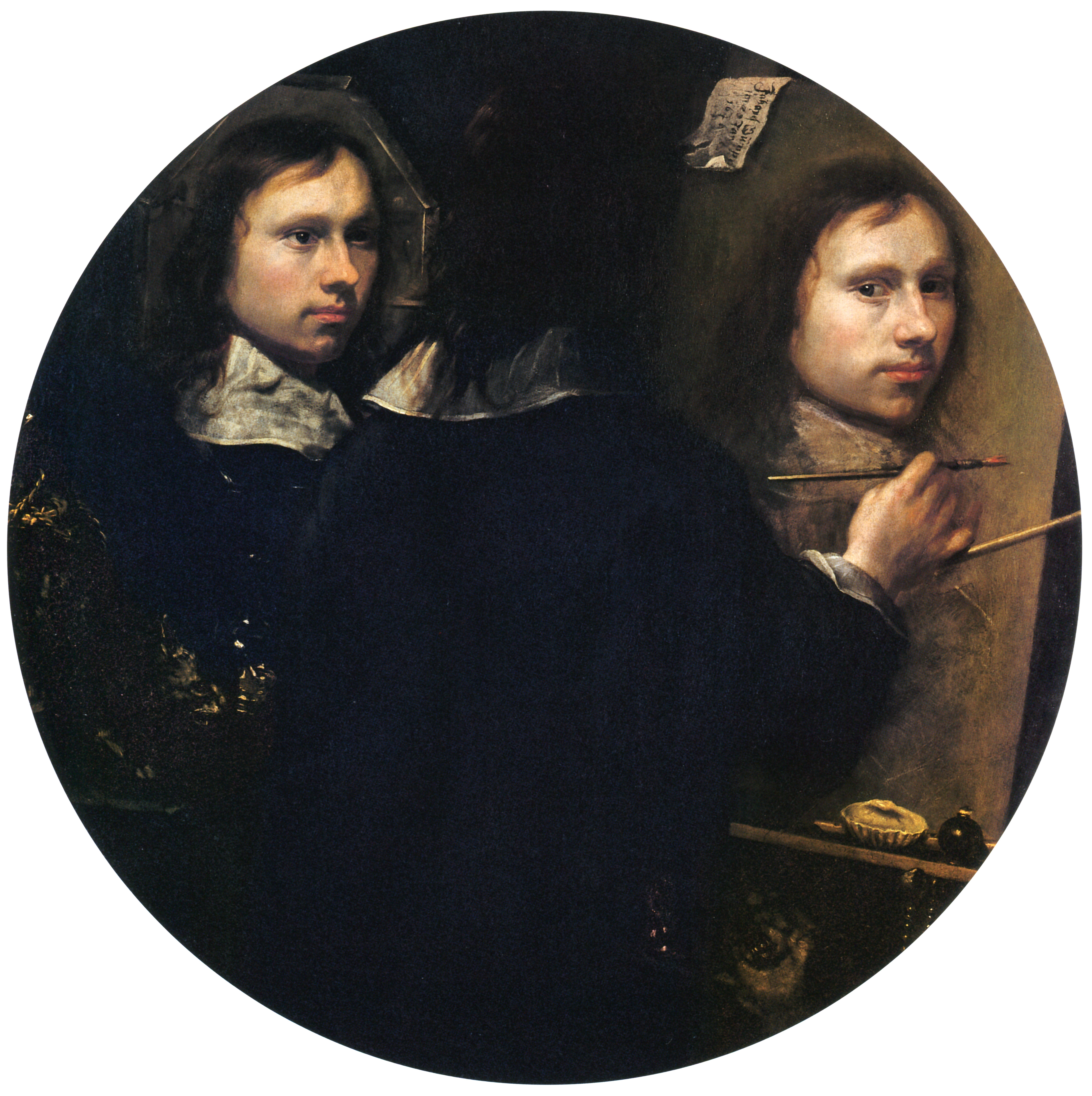
Johannes Gumpp, Double Autoportrait au miroir, 1646.

## Historique
L'histoire des autoportraits n'est pas très ancienne. Au Moyen Âge, le portrait apparaissait dans les monuments funéraires, ou en Images de groupe et comme élément accessoire dans des œuvres d'art à sujet religieux. Le plus ancien autoportrait individuel - que nous connaissons en copie - est celui de Leon Battista Alberti : il est considéré comme l'un des symboles de la Renaissance : c'est un témoigne de la naissance de la volonté de fixer son visage dans une image permettant le culte - tout laïque - de la gloire humaine de personnes qui, n'étant ni princes ni rois, se considèrent dignes d'être rappelés par la postérité.
Au milieu du XVIe siècle les grands-ducs de Médicis commencèrent à collectionner des autoportraits - mais de façon tout à fait impromptue - en demandant un autoportrait à des artistes dont ils étaient les mécènes, ou à des artistes qui travaillaient dans d'autres pays. Pour acheter les œuvres, ou pour en solliciter le don, les Médicis utilisaient les services d'agents experts ou de diplomates florentins. Cosme Ier de Toscane donna l'ordre à Cristofano dell'Altissimo de faire une copie de la collection de portraits de l'humaniste Paul Jove, puis il chargea Giorgio Vasari de la placer dans la « Garde-robe » du Palazzo Vecchio : mais il s'agissait de copies de portraits et non d'autoportraits. Parfois ces portraits étaient altérés et ne correspondaient pas à la physionomie réelle de la personne représentée. Vasari a utilisé ces portraits pour en extraire les Images pour illustrer Les Vies.
Giambattista della Porta publia en 1586 Della fisionomia dell'omo, un texte qui donna une nouvelle impulsion à la mode de se représenter explicitement dans une œuvre picturale unique; puisque alors l'autoportrait (même ceux de Michel-Ange) pouvait être un rebus à déchiffrer, mis dans une œuvre plus vaste. Charles Ier d'Angleterre possédait les autoportraits de Rubens, de Daniel Mytens l'Ancien et d'Abraham van Dijck ; mais le cardinal Léopold de Médicis - qui était appelé « prince de la Toscane » et était un collectionneur raffiné et ordonné - engagea les premiers éléments d'une collection d'autoportrait à Florence. Il mit ensemble 80 autoportraits de célèbres peintres, derrière le conseil et l'aide de Filippo Baldinucci : il s'agissait d'une collection innovante - par la qualité et par le nombre d'œuvres - car chaque artiste, se représentant lui-même, donnait un essai de son style.
Collectionner des autoportraits est devenu une mode.

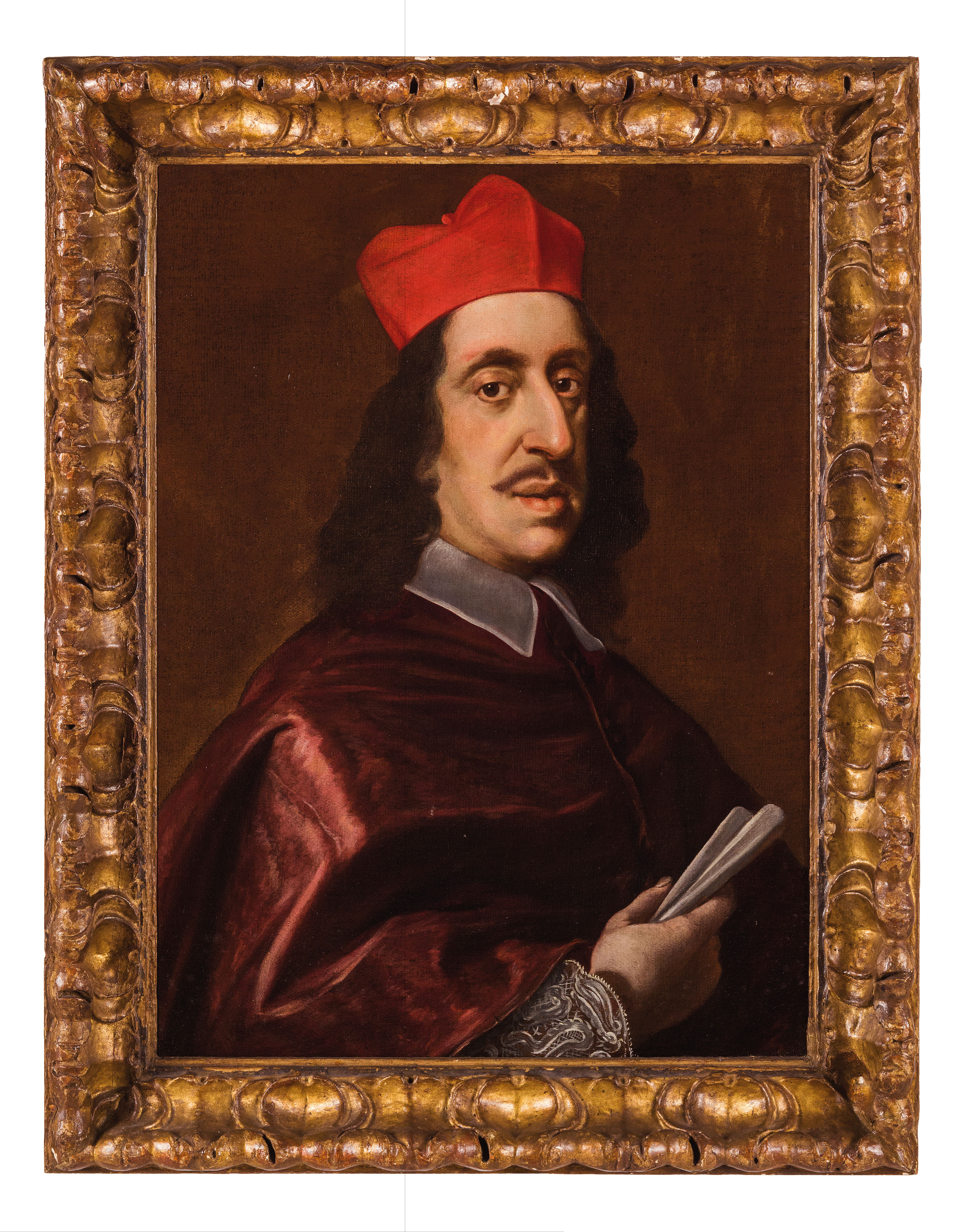
Justus Sustermans, Le Cardinal Léopold de Médicis.

Parmi les autoportraits des peintres étrangers, le cardinal Léopold possédait celui de Jacob Ferdinand Voet, de Rembrandt et de Van Dyck ; parmi ceux des Italiens, il possédait celui de Giorgio Vasari, de Francesco Salviati, d'Alessandro Allori. Parmi les Vénitiens se trouvaient Le Tintoret et Jacopo Bassano, parmi les artistes romains Le Bernin et parmi les Napolitains Luca Giordano. Certains autoportraits n'étaient pas des originaux, mais des copies, comme celui de Luca Cambiaso.
Le cardinal fit aménager au 3e étage du palais Pitti une « Chambre des peintres » et y fit recueillir 69 autoportraits. Il en acheta quelques-uns par l'intermédiaire de peintres, comme Pietro da Cortona et Ciro Ferri. Il écrivit de à Guercino. Il fut parfois trompé et acheta non pas des peintures originales, mais des copies, comme les autoportraits présumés de Luca Giordano et d'Annibale Carracci. En 1676, Baldinucci établit la liste des autoportraits existant dans cette « Chambre des peintres ». Une deuxième liste d'œuvres au palais Pitti fut réalisée en 1681 et, cette année-là, la collection d'autoportraits fut transférée aux Offices, dans une salle en face à la Tribune.
Dans un premier temps, le grand-duc Cosme III de Médicis disposa dans différentes pièces la collection d'autoportraits puis en 1681 il l'envoya donc aux Offices, ordonnant de la placer dans des salles spécialement aménagées et connues comme la « Garde-Robe des Offices ». Avec le temps, la collection augmenta en nombre, le lieu d'exposition devint insuffisant et de nombreux autoportraits furent relégués dans les dépôts des Offices, ou envoyés à décorer une villa médicéenne.
L'inventaire des Offices, rédigé en 1704-1714, énumère 180 autoportraits, auxquels s'ajoutèrent 120 autres, en grande partie le fruit de l'achat de la collection de l'abbé florentin Antonio Pazzi, par le grand-duc Pierre Leopold. Cet achat suscita des doutes parmi les experts car, outre des œuvres comme l'autoportrait de Gabbiani et de Pompeo Batoni, d'autres étaient d'auteur douteux et certaines en mauvais état de conservation. La collection fut installée aux Offices, vidant la Salle des porcelaines.
En 1731 - au temps du grand-duc Jean-Gaston de Médicis - commença la publication de l'œuvre, en 12 livres in folio, intitulée Museum Florentinum et richement illustré par des gravures en pleine page. Il contenait la description d'œuvres d'art - des bijoux, des peintures, des statues antiques et d'autres - existant dans les collections florentines du grand-duc et de l'abbé Pazzi. Les 6 volumes, de VI à X, écrits en italien et connus comme Museo Fiorentino, contiennent la gravure de 220 autoportraits appartenant au grand-duc, accompagnée par la biographie du peintre.
En 1775, l'autoportrait de Joshua Reynolds arriva aux Offices, suivi par d'autres autoportraits de peintres anglais. Avec le royaume d'Italie - c'est-à-dire après le 1861 - la fonction de collectionneur, autrefois assumée par le grand-duc de Toscane, fut exercée par le ministère de l'Instruction publique du Royaume, à travers le surintendant des Offices.
L'espace d'exposition est insuffisant depuis longtemps. En 1926, le catalogue des Offices, préparé par Giovanni Poggi (1880-1961), attribuait aux autoportraits les salles 41-46, à côté de la Loggia dei Lanzi ; il n'explicitait pas la liste, ni le nombre des tableaux exposés. Après le 1944, ces salles furent démantelées, la plupart des autoportraits fut mise en dépôt et une partie fut exposée dans le Corridor de Vasari. En 1973, le surintendant des Offices Luciano Berti (it) (1880-1961) a fait exposer une galerie de 715 autoportraits dans le Corridor de Vasari. Dans le catalogue des Offices du 1979-1980 les autoportraits sont 1 040 : tous ne sont pas des originaux, certains sont des copies ; presque tous sont des peintures, mais l'on y trouve aussi quelques sculptures et quelques pastels sur papier. Les autoportraits sont actuellement plus de 1 750.

### Images historiques

Autoportraits aux Offices
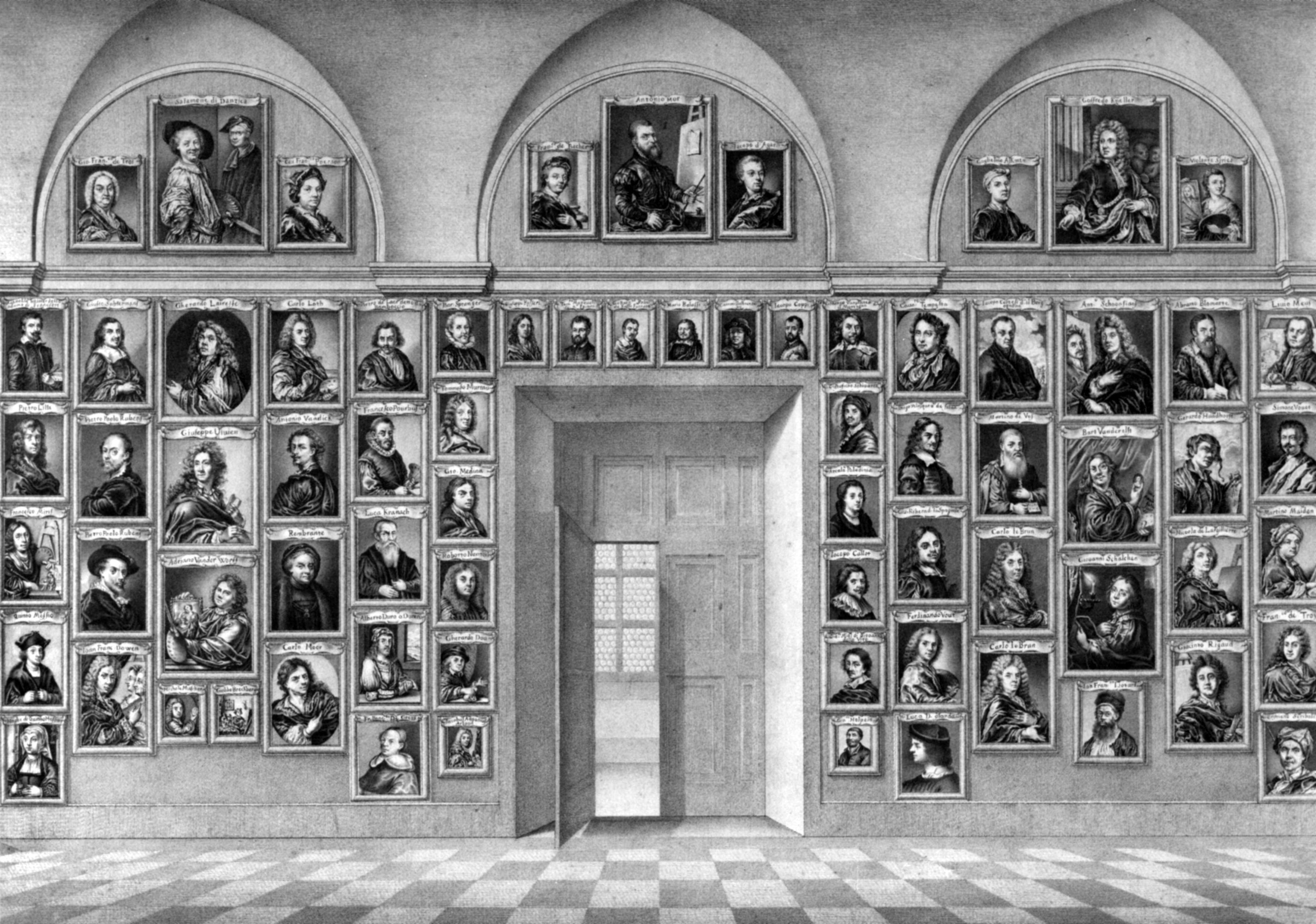
Frà Benedetto Vincenzo (1714-1758) (Benedetto de Greyss (nl)), Autoportraits aux Offices, gravure, 1748[note 12].
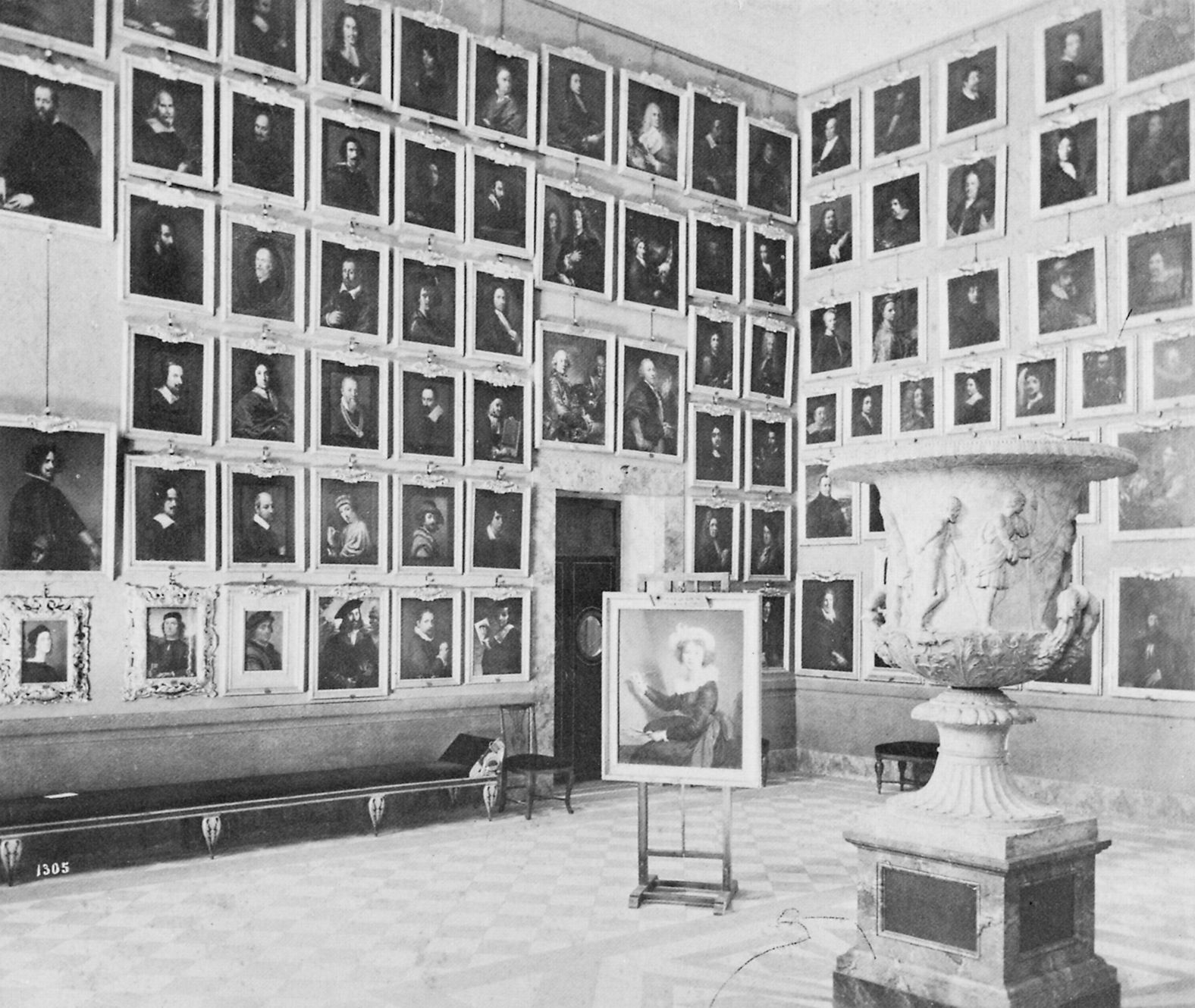
Alinari, Autoportraits à la Galerie des Offices, photographie, 1890[note 13].

### Les Offices, en danger
Le 4 novembre 1966 l'Arno sortit des digues : nombreux autoportraits étaient menacés. La directrice des Galeries Luisa Becherucci (it) fit transporter les peintures en lieu sûr, les transférant du Corridor de Vasari aux Offices, où plus tard il transféra toute la collection d'autoportraits. Les autoportraits endommagés étaient ceux de Diego Velázquez, de Salvator Rosa, de José de Ribera, d'Aristodemo Costoli (it), de Simon Vouet, de François de Troy et l'un des deux autoportraits de Prince Hoare (le jeune). Ils furent envoyés aux ateliers de restauration, à la forteresse de Basso.
L'attentat à la dynamite du 27 mai 1993, contre la Galerie des Offices et la Torre dei Pulci (attentat de la Via dei Georgofili) a fait 10 morts (dont 5 aux Offices) et 48 blessés. La Torre dei Pulci et les bâtiments alentour ont été endommagés, y compris les Offices, où un quart des œuvres d'art - présentes dans certaines salles de la Galerie et dans Corridor de Vasari - fut endommagé et 7 peintures furent perdues ; mais les autoportraits ne subirent pas des dommages.

## Autoportraits  (A-K)

### A - B
A
| Image | Auteur                          | Titre        | Date      | Dimensions     | Technique                            | Lieu de naissance | N° Inventaire Note                                            |
| ----- | ------------------------------- | ------------ | --------- | -------------- | ------------------------------------ | ----------------- | ------------------------------------------------------------- |
|       | d'Agar, Jacques                 | Autoportrait | 1693      | 73 × 56 cm     | peinture à huile sur toile           | Paris             | 1 903 Sur demande de Christian V de Danemark, pour Cosme III. |
|       | Aïvazovski, Ivan Konstantinovič | Autoportrait | 1874      | 70,5 × 62,5 cm | peinture à huile sur toile           | Théodosie         | 2 099 Dans l'inventaire du 1881.                              |
|       | Allori, Alessandro              | Autoportrait | 1555 c.   | 50 × 39 cm     | peinture à huile sur panneau de bois | Florence          | 1 689 Peut-être acquis au XVIe siècle.                        |
|       | Allori, Cristofano              | Autoportrait | 1606      | 53,5 × 40,3 cm | peinture à huile sur toile           | Florence          | 1 683.                                                        |
|       | Alma-Tadema, Lawrence           | Autoportrait | 1897 c.   | 66,5 × 55,5 cm | peinture à huile sur toile           | Dronryp           | 3 132 Don de l'auteur, 1897.                                  |
|       | Américo, Pedro                  | Autoportrait | 1895      | 70,5 × 55,5 cm | peinture à huile sur toile           | Areia (Paraíba)   | 3 286 Don de l'auteur, 1904.                                  |
|       | Andrea del Sarto                | Autoportrait | 1528-1529 | 51,5 × 37,5 cm | fresque transférée                   | Gualfonda (FI)    | 1 694 Cité par Giorgio Vasari dans Les Vies.                  |
|       | Anguissola, Sofonisba           | Autoportrait | 1550 c.   | 88,5 × 69 cm   | peinture à huile sur toile           | Crémone           | 1 824 Cosme III, 1682.                                        |

B
| Image     | Auteur                       | Titre                       | Date                  | Dimensions     | Technique                            | Lieu de naissance     | N. Inventaire Note                                        |
| --------- | ---------------------------- | --------------------------- | --------------------- | -------------- | ------------------------------------ | --------------------- | --------------------------------------------------------- |
|           | Bacherini Piattoli, Anna     | Autoportrait                | 1776                  | 78,2 × 60 cm   | peinture à huile sur toile           | Florence              | 2 032 Don de l'autrice, 1776.                             |
|           | Bandinelli, Baccio           | Autoportrait avec des gants | moitié du XVIe siècle | 63 × 45 cm     | peinture à huile sur panneau de bois | Florence              | 1 510 Offices, 1769.                                      |
|           | Barocci, Federico            | Autoportrait âgé            | 1600 c.               | 42,2 × 35,1 cm | peinture à huile sur toile           | Urbino                | 1 745 Cardinal Léopold, ante 1675.                        |
|           | Bartolini, Louisa Grace      | Autoportrait                | 1860-1865             | 117 × 81, cm   | peinture à huile sur toile           | Bristol               | 3 330 Arrivé pendant la seconde moitié du XIXe siècle.    |
|           | Batoni, Pompeo               | Autoportrait                | 1773-1787             | 73,5 × 61 cm   | peinture à huile sur toile           | Lucques               | 1 853 Pas terminé par l'auteur, vendu par sa veuve, 1787. |
|           | de Bavière, Marie-Antoinette | Autoportrait                | 1772                  | 91 × 69 cm     | peinture à huile sur toile           | Munich                | 2 065 Don de l'autrice, 1773.                             |
|           | Beaux, Cecilia               | Autoportrait                | 1925                  | 110 × 72 cm    | peinture à huile sur toile           | Philadelphie          | 8 551 Don de l'autrice, 1926.                             |
| Beccafumi | Beccafumi, Domenico          | Autoportrait                | 1525-1530             | 32 × 24,5 cm   | peinture à huile sur papier          | Sienne                | 1 731 Cardinal Léopold, ante 1675.                        |
|           | Benczúr, Gyula               | Autoportrait                | 1894                  | 62 × 48,5 cm   | peinture à huile sur toile           | Nyíregyháza (Hongrie) | 3 123 Don de l'auteur, 1895.                              |
|           | Benvenuti, Pietro            | Autoportrait                | Années 1820           | 72,5 × 57,5 cm | peinture à huile sur panneau de bois | Arezzo                | 1 909 Don de l'auteur.                                    |
|           | Bernini, Gian Lorenzo        | Autoportrait                | 1635 c.               | 64 × 46 cm     | peinture à huile sur toile           | Naples                | 1 692 Cardinal Léopold, 1674.                             |
|           | Boldini, Giovanni            | Autoportrait de Montorsoli  | 1892                  | 57,5 × 40 cm   | peinture à huile sur toile           | Ferrare               | 3 079 Don de l'auteur, 1892.                              |
|           | Bonito, Giuseppe             | Autoportrait                | 1785-1789             | 82 × 63,5 cm   | peinture à huile sur toile           | Naples                | 2 967 Legs testamentaire, 1789.                           |
|           | Bonnat, Léon                 | Autoportrait                | 1905                  | 61 × 47 cm     | peinture à huile sur toile           | Bayonne               | 3 285 Don de l'auteur, 1905.                              |

### C - D
C
| Image             | Auteur                          | Titre                          | Date               | Dimensions     | Technique                    | Lieu de naissance  | N° Inventaire Note                                                                        |
| ----------------- | ------------------------------- | ------------------------------ | ------------------ | -------------- | ---------------------------- | ------------------ | ----------------------------------------------------------------------------------------- |
|                   | Canova, Antonio                 | Autoportrait                   | 1790               | 68 × 54,5 cm   | peinture à huile sur toile   | Possagno (Trévise) | 1 925 Don de Giovanni Degli Alessandri, 1822.                                             |
| Annibale Carracci | Carracci, Annibale              | Autoportrait de profil         | fin du XVIe siècle | 45,4 × 37,9 cm | peinture à huile sur toile   | Bologne            | 1 797 Cardinal Léopold, ante 1675.                                                        |
| Annibale Carracci | Carracci, Annibale              | Autoportrait sur le cavalletto | 1605               | 50 × 39 cm     | peinture à huile sur toile   | Bologne            | 1 774 Cardinal Léopold, ante 1675.                                                        |
|                   | Carriera, Rosalba               | Autoportrait                   | 1709               | 71 × 57 cm     | dessin à pastel sur papier   | Chioggia           | 1 786 Ferdinand III de Médicis, 1714.                                                     |
|                   | Casalini Torelli, Lucia         | Autoportrait                   | 1716 c.            | 72 × 57,5 cm   | peinture à huile sur toile   | Bologne            | 5 501 Cosme III, 1716.                                                                    |
|                   | Chaplin, Élisabeth              | Autoportrait                   | 1908 c.            | 89 × 60 cm     | peinture à huile sur toile   | Fontainebleau      | 9 608 Don de l'autrice, 1940.                                                             |
|                   | Chierici, Gaetano               | Autoportrait                   | 1881               | 41 × 31,5 cm   | peinture à huile sur palette | Reggio d'Émilie    | 3 945 Don de Robert Spranger, 1914.                                                       |
|                   | Cigoli (Lodovico Cardi)         | Autoportrait                   | 1604 c.            | 58,5 × 44 cm   | peinture à huile sur toile   | Rome               | 1 729 Cardinal Léopold Envoyé aux Offices le 28 octobre 1682.                             |
| Image             | Cioci, Antonio                  | Autoportrait                   | 1789               | 67 × 58 cm     | peinture à huile sur toile   | Florence           | 9 459 Achat, 1969.                                                                        |
|                   | Corcos, Vittorio Matteo         | Autoportrait                   | 1913               | 55 × 48 cm     | peinture à huile sur toile   | Livourne           | 3 888 Don de l'auteur, 1913.                                                              |
|                   | Corot, Jean-Baptiste Camille    | Corot, la palette à la main    | 1835 c.            | 34 × 25 cm     | peinture à huile sur toile   | Paris              | 2 063 Don des fils, 1875.                                                                 |
|                   | Corvi, Domenico                 | Autoportrait                   | 1785 c.            | 134 × 98,5 cm  | peinture à huile sur toile   | Viterbe            | 2 086 Arrivé en 1786.                                                                     |
|                   | Cosway, Maria                   | Autoportrait                   | 1778               | 71 × 57 cm     | peinture à huile sur toile   | Florence           | 5 258 Arrivé, comme anonyme, le 18 mars 1853.                                             |
|                   | Elisa Counis (it) Counis, Elisa | Autoportrait                   | 1839               | 66,5 × 56 cm   | peinture à huile sur toile   | Florence           | 2 096 Don de son père Salomon-Guillaume Counis, après la mort prematuré d'Elisa, en 1847. |

D
| Image | Auteur                             | Titre                          | Date    | Dimensions     | Technique                            | Lieu de naissance               | N° Inventaire Note                                                        |
| ----- | ---------------------------------- | ------------------------------ | ------- | -------------- | ------------------------------------ | ------------------------------- | ------------------------------------------------------------------------- |
|       | David, Jacques-Louis               | Autoportrait aux trois collets | 1791    | 64 × 53 cm     | peinture à huile sur toile           | Paris                           | 3 090 Arrivé en 1893.                                                     |
|       | Delacroix, Eugène Ferdinand Victor | Autoportrait                   | 1840 c. | 66, × 54 cm    | peinture à huile sur toile           | Saint-Maurice (Val-de-Marne)    | 3 914 Don d'Auguste Chéramy (1840-1912), 1912.                            |
|       | del Cairo, Francesco               | Autoportrait                   | 1630 c. | 60 × 48,5 cm   | peinture à huile sur toile           | Santo Stefano in Brivio (Milan) | 1 822 Cosme III, 1693.                                                    |
| Image | Diotti, Giuseppe                   | Autoportrait                   | 1821    | 53 × 42 cm     | peinture à huile sur toile           | Casalmaggiore (Crémone)         | 2 066 Don de l'auteur, 1821.                                              |
|       | Dolci, Carlo                       | Autoportrait                   | 1674    | 74,5 × 60,5 cm | peinture à huile sur toile           | Florence                        | 1 676 Don au Cardinal Léopold.                                            |
|       | Dou, Gerrit                        | Autoportrait avec le crâne     | 1658    | 49,2 × 33,9 cm | peinture à huile sur panneau de bois | Leyde                           | 1 882 Vendu à Cosme III par le comte Coriolano Piovene, de Vicence, 1685. |

### E - F
| Image | Auteur                      | Titre                         | Date      | Dimensions     | Technique                                             | Lieu de naissance     | N° Inventaire Note                                                                  |
| ----- | --------------------------- | ----------------------------- | --------- | -------------- | ----------------------------------------------------- | --------------------- | ----------------------------------------------------------------------------------- |
| Image | Egger-Lienz, Albin          | Autoportrait                  | 1921      | 39,5 × 33,5 cm | peinture à huile sur carton                           | Lienz                 | 8 453 Don de l'auteur, 1922.                                                        |
|       | Elsheimer, Adam             | Autoportrait [?]              | 1606-1607 | 64 × 48 cm     | peinture à huile sur toile                            | Francfort-sur-le-Main | 1 784 Cosme III, 1697.                                                              |
| Image | Ensor, James                | Autoportrait                  | 1879      | 42 × 33,5 cm   | peinture à huile sur toile                            | Ostende               | 8 472 Don de l'auteur, 1923.                                                        |
|       | Fantin-Latour, Henri        | Autoportrait                  | 1883      | 54 × 44 cm     | peinture à huile sur toile                            | Grenoble              | 3 124 Don de l'auteur, 1895.                                                        |
|       | Fattori, Giovanni           | Autoportrait 1                | 1854      | 59 × 46,6 cm   | peinture à huile sur toile                            | Livourne              | 875 GAM Giornale Achat, 1951.                                                       |
|       | Fattori, Giovanni           | Autoportrait 2                | 1884      | 58,5 × 49,5 cm | peinture à huile sur toile                            | Livourne              | 3 375 Don de l'auteur, 1907.                                                        |
|       | Ferretti, Giovanni Domenico | Autoportrait                  | 1719      | 72,5 × 37,7 cm | peinture à huile sur toile                            | Florence              | 1 747 Collection de l'abbé Antonio Pazzi, 1768.                                     |
|       | Flandrin, Hippolyte         | Autoportrait                  | 1853      | 44 × 36 cm     | peinture à huile sur toile                            | Lyon                  | 1 961 Non terminé, don de sa veuve, 1865.                                           |
|       | Fontana, Lavinia            | Autoportrait dans son atelier | 1579      | diamètre 15,7  | peinture à huile sur cuivre                           | Bologne               | 4 013 Ferdinand III dans la Villa médicéenne de Poggio a Caiano, aux Offices, 1773. |
|       | Fratellini, Giovanna        | Autoportrait                  | 1720 c.   | 72 × 57 cm     | dessin à pastel sur papier                            | Florence              | 2 064 Cosme III, 1723.                                                              |
|       | Furini, Francesco           | Autoportrait                  | 1618-1620 | 41 × 33 cm     | peinture à huile sur toile collée sur panneau de bois | Florence              | 1 737 Cardinal Léopold, aux Offices en 1682.                                        |

### G - H
G
| Image | Auteur                                   | Titre                         | Date      | Dimensions     | Technique                  | Lieu de naissance     | N. Inventaire Note                                             |
| ----- | ---------------------------------------- | ----------------------------- | --------- | -------------- | -------------------------- | --------------------- | -------------------------------------------------------------- |
|       | Gabbiani, Anton Domenico                 | Autoportrait                  | 1717 c.   | 72 × 58 cm     | peinture à huile sur toile | Florence              | 3 366 Cosme III, 1717.                                         |
|       | Galli da Bibbiena, Francesco             | Autoportrait                  | 1680-1690 | 85 × 64,5 cm   | peinture à huile sur toile | Bologne               | 3 251 Acheté à Gennaro Minghetti, a Bologne, 1904.             |
|       | Gaulli, Giovan Battista, dit Le Baciccio | Autoportrait                  | 1667-1668 | 67 × 51 cm     | peinture à huile sur toile | Gênes                 | 1 828 Cosme III, 1723.                                         |
|       | Ghezzi, Pier Leone                       | Autoportrait                  | 1702      | 31 × 26,5 cm   | peinture à huile sur toile | Rome                  | 3 583 Acheté à l'antiquaire Antonio Grandi, 1912.              |
|       | Giordano, Luca, dit Luca fait vite       | Autoportrait                  | 1665 c.   | 72,5 × 57,5 cm | peinture à huile sur toile | Naples                | 1 629 Don au cardinal Léopold.                                 |
|       | Giovanni da San Giovanni                 | Autoportrait                  | 1616 c.   | 51,5 × 37,4 cm | fresque transférée         | San Giovanni Valdarno | 1 724 Cardinal Léopold.                                        |
|       | Jules Romain en italien Giulio Romano    | Autoportrait                  | 1540 c.   | 55 × 41 cm     | dessin à pastel sur papier | Rome                  | 1 810 Don du cardinal Flavio Chigi senior au cardinal Léopold. |
|       | Gumpp, Johannes                          | Double autoportrait au miroir | 1646      | 88 × 89 cm     | peinture à huile sur toile | Innsbruck             | 1 901 Arrivé aux Offices en 1667.                              |

H
| Image   | Auteur                                        | Titre                 | Date      | Dimensions     | Technique                  | Lieu de naissance | N. Inventaire Note                                                       |
| ------- | --------------------------------------------- | --------------------- | --------- | -------------- | -------------------------- | ----------------- | ------------------------------------------------------------------------ |
|         | Hayez, Francesco                              | Autoportrait à 71 ans | 1860-1862 | 125 × 101,5 cm | peinture à huile sur toile | Venise            | 1 952 Don de l'auteur.                                                   |
| Image   | Healy, George Peter                           | Autoportrait          | 1868-1875 | 61 × 49,5 cm   | peinture à huile sur toile | Boston            | 2 106 Entré en 1875.                                                     |
|         | Van der Helst, Bartholomeus                   | Autoportrait          | 1667      | 85 × 76 cm     | peinture à huile sur toile | Amsterdam         | 1 638 Arrivé aux Offices en 1704.                                        |
|         | Josef Hoffmann (peintre) (it) Hoffmann, Josef | Autoportrait          | 1886      | 67,5 × 55,5 cm | peinture à huile sur toile | Vienne (Autriche) | 3 279 Don des héritiers, en exécution de la volonté testamentaire, 1905. |
| Image   | Hogarth, William                              | Autoportrait          | 1730 c.   | 22 × 28 cm     | peinture à huile sur toile | Londres           | 3 439 Don de Karl Loeser, 1909.                                          |
| Holbein | Holbein, Hans le Jeune                        | Autoportrait          | 1540-1543 | 32 × 26 cm     | dessin à pastel            | Augsbourg         | 1 630 Acheté à Londres par Cosme III, 1681.                              |
|         | Hunt, William Holman                          | Autoportrait          | 1875      | 105,5 × 73 cm  | peinture à huile sur toile | Londres           | 3 377 Don de l'auteur, 1907.                                             |

### I - J - K
| Image | Auteur                         | Titre                                          | Date        | Dimensions    | Technique                      | Lieu de naissance   | N. Inventaire Note                |
| ----- | ------------------------------ | ---------------------------------------------- | ----------- | ------------- | ------------------------------ | ------------------- | --------------------------------- |
|       | Ingres, Jean-Auguste-Dominique | Autoportrait                                   | 1858        | 62 × 51 cm    | peinture à huile sur toile     | Montauban           | Arrivé aux Offices en 1858.       |
| Image | Irolli, Vincenzo               | Autoportrait                                   | Années 1930 | 90 × 72 cm    | peinture à huile sur toile     | Naples              | 9 178 Don de l'auteur, 1930.      |
| Image | Jordaens, Jacob                | Autoportrait                                   | 1615-1618   | 99 × 69 cm    | peinture à huile sur toile     | Anvers              | 1 652 Documenté en 1754.          |
|       | Kauffmann, Angelika            | Autoportrait en costume de la Forêt de Bregenz | 1763        | 46 × 33 cm    | peinture à huile sur toile     | Coire (Suisse)      | 4 444 Don de Cosimo Siries, 1763. |
|       | Kauffmann, Angelica            | Autoritratto                                   | 1787        | 128 × 93,5 cm | peinture à huile sur toile     | Coire (Suisse)      | 1 928 Don de l'autrice, 1788.     |
| Image | Keller, Ferdinand              | Autoportrait                                   | 1889        | 132 × 88 cm   | peinture à huile sur toile     | Karlsruhe           | 1 910 Don de l'auteur, 1890.      |
|       | Krøyer, Peder Severin          | Autoportrait                                   | 1888        | 49 × 41 cm    | peinture à huile sur toile     | Stavanger (Norvège) | 1 945 Don de l'auteur, 1899.      |
|       | Kustodiev, Boris               | Autoportrait                                   | 1912        | 100 × 85 cm   | peinture à détrempe sur carton | Astrakhan (Russie)  | 3 903 Don de l'auteur, 1913.      |

## Autoportraits  (L-Z)

### L - M
L
| Image | Auteur                        | Titre        | Date    | Dimensions     | Technique                            | Lieu de naissance               | N° Inventaire Note                     |
| ----- | ----------------------------- | ------------ | ------- | -------------- | ------------------------------------ | ------------------------------- | -------------------------------------- |
|       | de Lairesse, Gérard           | Autoportrait | 1670 c. | 89 × 73 cm     | peinture à huile sur toile           | Liège                           | 1 894 Aux Offices, 1699.               |
|       | Lama, Giulia                  | Autoportrait | 1725    | 75 × 60,5 cm   | peinture à huile sur toile           | Venise                          | 2 047 Dans l'inventaire du 1784.       |
|       | Larsson, Carl                 | Autoportrait | 1906    | 95,5 × 61,5 cm | peinture à huile sur toile           | Stockholm                       | 3 586 Don de l'auteur, 1912.           |
|       | Laurens, Jean-Paul Alessandro | Autoportrait | 1876    | 45 × 37 cm     | peinture à huile sur toile           | Fourquevaux                     | 1 944 Don de l'auteur, 1876.           |
|       | Lega, Silvestro               | Autoportrait | 1861 c. | 12 × 9,5 cm    | peinture à huile sur panneau de bois | Modigliana                      | 5 358 Achat, 1915.                     |
|       | Leighton, Frederic            | Autoportrait | 1880    | 76,5 × 64 cm   | peinture à huile sur toile           | Scarborough (Yorkshire du Nord) | 1 974 Remis par l'auteur, 1880.        |
|       | Liotard, Jean-Étienne         | Autoportrait | 1744    | 61 × 49 cm     | dessin à pastel sur papier           | Genève                          | 1 936 Don de Marie-Thérèse d'Autriche. |
|       | Lippi, Filippino              | Autoportrait | 1485 c. | 50 × 31 cm     | fresque transférée                   | Prato                           | 1 711 Achat, 1771.                     |

M
| Image | Auteur                 | Titre                    | Date      | Dimensions     | Technique                            | Lieu de naissance         | N° Inventaire Note                                                               |
| ----- | ---------------------- | ------------------------ | --------- | -------------- | ------------------------------------ | ------------------------- | -------------------------------------------------------------------------------- |
|       | Maratta, Carlo         | Autoportrait             | 1682      | 72,5 × 58,3 cm | peinture à huile sur toile           | Camerano (Ancône)         | 1 686 Don de l'auteur à Cosme III, 1682.                                         |
| Mehus | Mehus, Livio           | Autoportrait             | 1680 c.   | 97 × 72,6 cm   | peinture à huile sur toile           | Audenarde (Belgique)      | 1 651 Cosme III, 1682.                                                           |
| Mehus | Mehus, Livio           | Le Génie de la Sculpture | 1675 c.   | 97 × 72,6 cm   | peinture à huile sur toile           | Audenarde (Belgique)      | 5 337 Palais Pitti.                                                              |
| Mengs | Mengs, Anton Raphael   | Autoportrait             | 1773      | 97 × 72,6 cm   | peinture à huile sur bois            | Ústí nad Labem (Tchéquie) | 1 927 Peint à Florence et remis par l'auteur aux Offices.                        |
|       | Mieris, Frans l'Ancien | Autoportrait             | 1677      | 28,1 × 22,4 cm | peinture à huile sur toile           | Leyde                     | 1 876 Achat de Cosme III. Arrivé au palais Pitti en 1679.                        |
|       | Millais, John Everett  | Autoportrait             | 1880      | 86 × 65 cm     | peinture à huile sur toile           | Southampton               | 1 989 Don de l'auteur, 1880.                                                     |
|       | Mola, Pier Francesco   | Autoportrait             | 1650 c.   | 34,7 × 24,9 cm | dessin à pastel sur papier           | Coldrerio (Suisse)        | GDSU 823 E Cosme III, 1692.                                                      |
|       | More, Jacob            | Autoportrait             | 1783      | 198 × 47,5 cm  | peinture à huile sur toile           | Édimbourg                 | 2 092 Don de l'auteur, 1783.                                                     |
|       | Morelli, Domenico      | Autoportrait             | 1864      | 65 × 54 cm     | peinture à huile sur toile           | Naples                    | 3 133 Don de l'auteur, 1896.                                                     |
| Image | Moricci, Giuseppe      | Autoportrait             | 1855-1860 | 31 × 25 cm     | peinture à huile sur toile           | Florence                  | 8 561 Vendu aux Offices en 1927 par la nièce du pentre Gemma Allisiardi Moricci. |
| Moro  | Moro, Antonio          | Autoportrait             | 1558      | 113 × 84 cm    | peinture à huile sur panneau de bois | Utrecht                   | 1 637 Achat pour Cosme III, 1682                                                 |

### N - O
| Image | Auteur                           | Titre        | Date                   | Dimensions     | Technique                            | Lieu de naissance | N° Inventaire Note                                        |
| ----- | -------------------------------- | ------------ | ---------------------- | -------------- | ------------------------------------ | ----------------- | --------------------------------------------------------- |
|       | van der Neer, Eglon              | Autoportrait | 1696                   | 105 × 73,5 cm  | peinture à huile sur toile           | Amsterdam         | 1 872 Aux Office en 1697.                                 |
| Image | von Neff, Carl Timoleon          | Autoportrait | 1840                   | 76,5 × 58,5 cm | peinture à huile sur toile           | Püssi (Estonie)   | 1 940 Don de la fille de l'auteur, 1883.                  |
| Image | Nomellini, Plinio                | Autoportrait | 1913 c.                | 69 × 57 cm     | peinture à huile sur toile           | Livourne          | GAM Giornale 1 248 Don des fils Vittorio e Alceste, 1950. |
|       | Nuzzi, Mario dit Mario dei Fiori | Autoportrait | moitié du XVIIe siècle | 136 × 208,5 cm | peinture à huile sur toile           | Penne (Italie)    | 2 114 Achat de Cosme III à Michele Girolamo Catani, 1697. |
|       | van Oostsanen, Jacob Cornelisz   | Autoportrait | 1510 c.                | 49 × 32,5 cm   | peinture à huile sur panneau en bois | Camerano (Ancône) | 2 054 On ne connaît pas la date d'entrée aux Offices.     |

### P- Q - R
P et Q
| Image | Auteur                                | Titre        | Date      | Dimensions     | Technique                  | Lieu de naissance                    | N. Inventaire Note                                         |
| ----- | ------------------------------------- | ------------ | --------- | -------------- | -------------------------- | ------------------------------------ | ---------------------------------------------------------- |
|       | Paladini, Arcangela                   | Autoportrait | 1621      | 54,5 × 43,5 cm | peinture à huile sur toile | Pise                                 | 2 019 Aux Ofices en 1676,.                                 |
|       | Parenti Duclos, Irene (en)            | Autoportrait | 1783      | 59 × 47,5 cm   | peinture à huile sur toile | Florence                             | 5 556 Pervenu en 1853 de l'Académie du dessin de Florence. |
|       | Pellegrini, Giovanni Antonio          | Autoportrait | 1716-1717 | 80 × 62,5 cm   | peinture à huile sur toile | Venise                               | 1 842 Envoyé aux Offices par Cosme III en 1717.            |
|       | Pignoni, Simone                       | Autoportrait | 1682-1682 | 120 × 91 cm    | peinture à huile sur toile | Florence                             | 1 781 Cosme III, 1682.                                     |
|       | Pozzo, Andrea                         | Autoportrait | 1690 c.   | 160 × 117 cm   | peinture à huile sur toile | Trente                               | 1 755 Cosme III, 12 janvier 1688.                          |
|       | Preti, Mattia, dit Cavalier Calabrese | Autoportrait | 1695      | 99 × 69 cm     | peinture à huile sur toile | Taverna (CZ)                         | 1 862 Ferdinand III de Médicis, 21 août 1697.              |
|       | Previati, Gaetano                     | Autoportrait | 1910 c.   | 123 × 108 cm   | peinture à huile sur toile | Ferrare                              | 3 937 Don du peintre, 1914.                                |
|       | Puvis de Chavannes, Pierre            | Autoportrait | 1889      | 65 × 54 cm     | peinture à huile sur toile | Lyon                                 | 1 990 Don de l'auteur, 1889.                               |
| Image | Quadal, Martin Ferdinand              | Autoportrait | 1785 c.   | 97,5 × 73 cm   | peinture à huile sur toile | Němčičky (district de Brno-Campagne) | 2 094 Peint à Pise, arrivé aux Offices le 12 juillet 1785. |

R
| Image     | Auteur                                              | Titre                                                     | Date      | Dimensions     | Technique                            | Lieu de naissance     | N. Inventaire Note                                                              |
| --------- | --------------------------------------------------- | --------------------------------------------------------- | --------- | -------------- | ------------------------------------ | --------------------- | ------------------------------------------------------------------------------- |
|           | Raphaël                                             | Autoportrait attribué                                     | 1506 c.   | 47,5 × 33 cm   | peinture à huile sur panneau de bois | Urbino                | 1 706 Cardinal Léopold.                                                         |
|           | Elise Ransonnet-Villez (it) Ransonnet-Villez, Elise | Autoportrait                                              | 1875      | 74 × 59 cm     | peinture à huile sur panneau de bois | Vienne                | 3 440 Par le testament de l'autrice, 1900.                                      |
| Rembrandt | Rembrandt                                           | Tronie d'un jeune homme avec hausse-col et béret attribué | 1634 c.   | 62,5 × 54 cm   | peinture à huile sur panneau de bois | Leyde                 | 3 890 L'œuvre fut acquise en 1818 par Ferdinand III de Toscane,.                |
| Image     | Rembrandt                                           | Portrait d'un vieillard (le Rabbin)                       | 1655 c.   | 76 × 61 cm     | peinture à huile sur toile           | Leyde                 | 1 864 Ferdinand III de Médicis, aux Offices en 1773.                            |
| Rembrandt | Rembrandt                                           | Autoportrait avec chaîne et pendentif                     | 1664 c.   | 74 × 55 cm     | peinture à huile sur toile           | Leyde                 | 1 871 Cardinal Léopold, gravure dans le Museum Florentinum.                     |
|           | Reni, Guido                                         | Autoportrait                                              | 1630 c.   | 45,5 × 34 cm   | peinture à huile sur toile           | Bologne               | 1 827 Cosme III, 1690.                                                          |
|           | Reynolds, Joshua                                    | Autoportrait                                              | 1775      | 71,5 × 58 cm   | peinture à huile sur toile           | Plympton (Angleterre) | 1 932 Don de l'auteur, remercié avec les médailles d'or et d'argent.            |
|           | Sofie Ribbing (it) Ribbing, Sofie                   | Autoportrait                                              | 1875      | 65 × 46 cm     | peinture à huile sur toile           | Adelöv (Norvège)      | 1 975 Don de Carolina Lungstrass, de Bonn, en 1881, après la mort de l'autrice. |
|           | Robusti, Marietta, dite La Tintoretta               | Autoportrait avec partition musicale                      | 1580 c.   | 93,5 × 91,5 cm | peinture à huile sur toile           | Venise                | 1 898 Cardinal Léopold, avant 1675.                                             |
|           | Rubens, Pierre Paul                                 | Autoportrait sans chapeau                                 | 1618 c.   | 78 × 61 cm     | peinture à huile sur panneau de bois | Siegen (Allemagne)    | 1 890 Don a Cosme III, 1713.                                                    |
|           | Rubens, Pierre Paul                                 | Autoportrait avec chapeau                                 | 1623-1625 | 85 × 61 cm     | peinture à huile sur panneau de bois | Siegen (Allemagne)    | 1 884 Achat de Cosme III, 1683.                                                 |

### S - T
| Image | Auteur                                                        | Titre        | Date                   | Dimensions     | Technique                  | Lieu de naissance                | N. Inventaire Note                               |
| ----- | ------------------------------------------------------------- | ------------ | ---------------------- | -------------- | -------------------------- | -------------------------------- | ------------------------------------------------ |
| Image | Sabatelli, Giuseppe                                           | Autoportrait | 1835-1840 c.           | 47,5 × 36,5 cm | peinture à huile sur toile | Milan                            | 3 326 Don des héritiers, 1970.                   |
|       | Sargent, John Singer                                          | Autoportrait | 1906                   | 70 × 53 cm     | peinture à huile sur toile | Florence                         | 3 351 Don de l'auteur, 1906.                     |
|       | Salvi, Giovanni Battista dit Le Sassoferrato                  | Autoportrait | moitié du XVIIe siècle | 38 × 32,5 cm   | peinture à huile sur toile | Sassoferrato                     | 1 761 Don du cardinal Flavio Chigi senior, 1682. |
|       | Schalcken, Godfried                                           | Autoportrait | 1695                   | 92,3 × 81 cm   | peinture à huile sur toile | Made (Pays-Bas)                  | 1 878 Achat à l'auteur, 1695.                    |
|       | Schwartze, Thérèse                                            | Autoportrait | 1888                   | 129 × 88 cm    | peinture à huile sur toile | Amsterdam                        | 3 122 Don de l'autrice, 1895.                    |
|       | Seymour Damer, Anne                                           | Autoportrait | 1778                   | 60 × cm        | sculpture en marme         | Sevenoaks (Angleterre)           | 1 914 Don de l'autrice, 1778.                    |
|       | Siries Cerruoti, Violante                                     | Autoportrait | 1735                   | 72,5 × 57,5 cm | peinture à huile sur toile | Florence                         | 1 750 Collection Pazzi, 1768.                    |
|       | Chiara Spinelli di Belmonte (it) Spinelli di Belmonte, Chiara | Autoportrait | 1783                   | 67 × 51 cm     | dessin à pastel sur papier | Naples                           | 2 525 Don de l'autrice, 1784.                    |
|       | Szinyei Merse, Pál                                            | Autoportrait | 1897                   | 90,5 × 70,5 cm | peinture à huile sur toile | Chminianska Nová Ves (Slovaquie) | 3 759 Don de l'auteur, 1912.                     |
|       | de Troy, Jean-François                                        | Autoportrait | 1696                   | 72 × 56 cm     | peinture à huile sur toile | Paris                            | 1 860 Arrivé au palais Pitti en 1697.            |

### U - V- X - Z
| Image | Auteur                  | Titre                      | Date        | Dimensions      | Technique                            | Lieu de naissance               | N. Inventaire Note                                                                   |
| ----- | ----------------------- | -------------------------- | ----------- | --------------- | ------------------------------------ | ------------------------------- | ------------------------------------------------------------------------------------ |
| Image | Ussi, Stefano           | Autoportrait               | 1867        | 51 × 44 cm      | peinture à huile sur toile           | Florence                        | 1 978                                                                                |
| Image | Vagnetti, Fausto        | Autoportrait               | Années 1940 | 56,5 × 42,5 cm  | peinture à huile sur toile           | Anghiari (Arezzo)               | 9 386 Légat testamentaire, don du fils Luigi Vagnetti, 1955.                         |
|       | Van Dyck, Antoine       | Autoportrait               | 1632 c.     | 79 × 62 cm      | peinture à huile sur toile           | Anvers                          | 1 664 Don de Guillaume de Neubourg-Wittelsbach à son beau-père Cosme III, 1713.      |
|       | Vasari, Giorgio         | Autoportrait               | 1566-1568   | 100,5 × 80 cm   | peinture à huile sur panneau de bois | Arezzo                          | 1 709 Cardinal Léopold.                                                              |
|       | Velázquez, Diego        | Autoportrait               | 1640 c.     | 71,5 × 58 cm    | peinture à huile sur toile           | Séville                         | 1 701 Cosme III, 1682.                                                               |
|       | Velázquez, Diego        | Autoportrait               | 1645 c.     | 103,5 × 82,5 cm | peinture à huile sur toile           | Séville                         | 1 707 Achat en Epagne pour Cosme III, 1682.                                          |
|       | Vigée-Lebrun, Elisabeth | Autoportrait               | 1790        | 100 × 81 cm     | peinture à huile sur toile           | Paris                           | 1 905 Don de l'autrice, 1791.                                                        |
|       | Vouet, Simon            | Autoportrait               | 1614-1627   | 65 × 55 cm      | peinture à huile sur toile           | Paris                           | 1 897 Cosme III, 1700.                                                               |
|       | Werff, Adriaen, van der | Autoportrait               | 1697        | 89 × 73 cm      | peinture à huile sur toile           | Kralingen-Crooswijk (Rotterdam) | 1 624 Don du comte palatin Jean-Guillaume de Neubourg-Wittelsbach à Cosme III, 1698. |
|       | Zoffany, Johann         | Autoportrait avec un crâne | 1776 c.     | 87,5 × 77 cm    | peinture à huile sur toile           | Francfort-sur-le-Main           | 1 879 Don de l'auteur, 1778.                                                         |
|       | Zorn, Anders            | Autoportrait               | 1889        | 74,5 × 62,5 cm  | peinture à huile sur toile           | Mora (Suède)                    | 3 067 Don de l'auteur, 1889.                                                         |

## Expositions
- 1846 : Paris, Salon[10].
- 1880 : Londres, Royal Academy[11].
- 1890 : Munich, Muenchener Jahresaustellung[12].
- 1916 : Milan, Mostra dell'autoritratto[13].
- 1920 : Venise, XII Esposizione Internazionale d'Arte della Città di Venezia[14].
- juillet-septembre 1971 : Florence : Firenze e l'Inghilterra[note 69].
- avril-juin 1977 : Florence : Pittura francese nelle collezioni pubbliche fiorentine[note 70].
- 1er mars 1990-15 avril 1990 : Rome, Academie de France a Rome et 12 septembre 1990-28 octobre 1990 : Florence, Galerie des Offices : Autoritratti dagli Uffizi : da Andrea del Sarto a Chagall[note 71].
- 27 janvier 2007-6 mai 2007 : Venise : I volti dell'arte : autoritratti dalla collezione degli Uffizi[note 72].
- 2010 : Florence, Galerie des Offices : Autoritratte : artiste di "capriccioso e destrissimo ingegno"[note 73].
- 2013 : Florence, Galerie des Offices : Gli autoritratti ungheresi degli Uffizi[note 74].
- 2013 : Florence, Galerie des Offices : Gli Uffizi : autoritratti del Novecento[note 75].
- 2014 : Florence, Galerie des Offices : Gli autoritratti belgi degli Uffizi : dall'Ottocento ai giorni nostri[note 76].
- 21 mars 2014-20 juillet 2014 : Budapest, musée historique de Budapest : Pittori allo specchio : autoritratti ungheresi dalla Galleria degli Uffizi[note 77].
- 7 novembre 2017-28 janvier 2018 : Florence, Galerie des Offices : Leopoldo de' Medici principe dei collezionisti[note 78].